# Mimosa vilersii
Mimosa vilersii är en ärtväxtart som beskrevs av Emmanuel Drake del Castillo. Mimosa vilersii ingår i släktet mimosor, och familjen ärtväxter. Inga underarter finns listade i Catalogue of Life.